# پول توجیبی
پول توجیبی (انگلیسی: Pocket Money) فیلمی در ژانر زوج هنری و وسترن به کارگردانی استوارت روزنبرگ است که در سال ۱۹۷۲ منتشر شد.

## بازیگران
- پل نیومن
- لی ماروین
- استروتر مارتین
- وین راجرز
- هکتور الیزوندو
- ریچارد فارنزورث
- ترنس مالیک
- کریستین بلفورد
- فرد گراهام